# Joseph Wheeler (Musikwissenschaftler)
Joseph Hugh Wheeler, kurz Joe Wheeler, (* 1927 in Bromley; † 11. Oktober 1977) war ein englischer Musikforscher, der vermutlich als Erster eine komplette Aufführungsversion der unvollendeten 10. Sinfonie Gustav Mahlers erstellte.
Wheeler war Sohn eines Amateurmusikers, der in einer Brass Band spielte. Joe Wheeler zeigte selbst musikalische Ambitionen als Bläser und war Gründungsmitglied der „Guild of Gentlemen Trumpeters“, schlug allerdings nach Ende seiner Militärzeit bei der RAF 1948 eine Beamtenlaufbahn ein. Der US-amerikanische Musikkritiker und Mahlerenthusiast Jack Diether regte ihn zur Auseinandersetzung mit dem Torso der 10. Sinfonie Gustav Mahlers an.
Ab 1952/1953 erarbeitete Wheeler insgesamt vier Vervollständigungsversionen des Werks. Die erste Fassung war 1959 abgeschlossen, blieb jedoch, wie auch eine Zweitfassung, unaufgeführt (1959 begann auch Deryck Cooke, von dem die heute meistgespielte Komplettversion von Mahlers 10. Sinfonie stammt, zunächst ohne Kenntnis der Arbeiten Wheelers mit seiner Ergänzung). Eine 3. Fassung Wheelers gelangte im Mai 1965 mit dem Caecilian Symphony Orchestra unter Arthur Bloom zur Uraufführung. Eine 4. Fassung wurde im November 1966 in New York unter Ionel Perlea mit dem Manhattan School of Music Orchestra aufgeführt. Diese Version ist Grundlage zweier Einspielungen, die der Dirigent Robert Olson 1997 mit dem Colorado MahlerFest Orchestra und 2000 mit dem Polish National Radio Symphony Orchestra vorlegte.
Wheelers letzte Fassung bleibt im Vergleich zu den Komplettierungen anderer Bearbeiter vielleicht am engsten an Mahlers vorhandenem Particell und verweist in der Instrumentierung (die zuweilen Blechbläser präferiert) auf die in Mahlers Spätwerk (Lied von der Erde) zu konstatierende Ausdünnung. Sie fand  – obwohl Wheeler kein Musikstudium absolviert hatte – durchaus Anerkennung und wurde auch bei einer späteren Vervollständigung durch Remo Mazzetti als Grundlage mit herangezogen.  